# دود و آینه
دود و آینه استعاره‌ای از توصیف یا توضیح فریبنده، متقلبانه، یا موهومی است. نام این استعاره از تردستی شعبده‌بازان نشئت گرفته که حین یک انفجار دودزا—که حواس تماشاگر را پرت می‌کند—با باز یا جمع کردن آینه‌ای، شیئی را ظاهر یا غیب می‌کنند. ممکن است مفهوم مهارت و زیرکی در فریفتن دیگران نیز از این استعاره مستفاد شود.